# BV Altenessen 06
BV Altenessen 06 is een Duitse voetbalclub uit Altenessen, een stadsdeel van Essen, Noordrijn-Westfalen. De club werd in 1906 opgericht en was een tijdlang actief op het hoogste niveau.

## Geschiedenis
In de begindagen van het voetbal in Essen bestonden verscheidene straatclubs van studenten. Daaronder ook de club Regilia. Na een wedstrijd tegen Rhenania op 6 mei 1906 besloten enkele leden van de clubs om een nieuwe club op te richten, BV Altenessen 06. In 1910 sloot de club zich aan bij de West-Duitse voetbalbond. 
In 1915 speelde de club voor het eerst in de hoogste klasse van de Ruhrcompetitie. Met één punt voorsprong op Essener TB 1900 werd de club groepswinnaar van Essen. In 1918 begon de club met een jeugdafdeling, wat in die tijd nog niet zo veelvoorkomend was. In de naoorlogste kampioenschappen eindigde de club steevast in de top drie maar schoot net te kort voor de titel. Op 22 augustus 1925 werd het Stadion am Kaiserpark ingewijd met een galawedstrijd tegen Real Sociedad, het werd 2:2. In 1925/26 eindigde de club dan op de eerste plaats, maar moest deze delen met Schwarz-Weiß Essen. In een wedstrijd om de titel won BV met 3:2 en werd kampioen. De club plaatste zich zo voor de West-Duitse eindronde, waar de derde plaats bereikt werd. Dit leverde ook nog een ticket op voor de nationale eindronde, maar hier werd de club meteen gestopt door FSV Frankfurt.
Het volgende seizoen werd de competitie in twee groepen verdeeld. Altenessen moest opnieuw de eerste plaats delen met Schwarz-Weiß en kon ook nu deze club verslaan. In de finale om de titel trof de club FC Schalke 04, dat dat seizoen voor het eerst in de hoogste klasse speelde en al snel zou uitgroeien tot een Duitse supermacht. Altenessen verloor maar mocht wel naar de eindronde voor vicekampioenen, waar ze tweede werden achter TuRU 1880 Düsseldorf. De volgende seizoenen speelde de club in de middenmoot. In 1933 kwam de NSDAP aan de macht in Duitsland. Zij herstructureerden de competitie grondig en de Ruhrcompetitie werd afgevoerd. De Gauliga werd ingevoerd. De club moest van de nazi's gedwongen fuseren met Essener SC Preußen 02 en werd zo BV Preußen Altenessen. Deze club kreeg een startticket voor de Gauliga, maar degradeerde na één seizoen. In 1935 werd de fusie ongedaan gemaakt. 
In 1937 slaagde de club erin te promoveren naar de Gauliga Niederrhein, maar kon ook nu het behoud niet verzekeren. Aan het einde van de oorlog ging de club een tijdelijke fusie aan met Rot-Weiss Essen om zo een volwaardig team op te kunnen stellen. Na de oorlog speelde de club tot 1954 in de hoogste amateurklasse, de Landesliga. In 1954 degradeerde de club dan naar de Bezirksklasse. In 1975 promoveerde de club nog één keer naar de Landesliga. Intussen verdween de club naar de anonimiteit.

## Erelijst
Kampioen Ruhr
1926